# FM La Boca
FM La Boca es una estación de radio de Buenos Aires, Argentina que transmite en la frecuencia modulada de 90.1 MHz. 
Cuenta con permiso otorgado en el año 1989 entregado por el entonces COMFER, número 031.
Tiene sus comienzos en junio de 1986, siendo unas de las primeras radios de la Argentina en el movimiento denominado Radios Comunitarias.
La emisora posee un plantel de más de 20 profesionales, entre ellos locutores, periodistas y operadores que brindan día a día información, música e interactividad con el oyente, logrando ser primera en encendido dentro del género.
La radio está orientada al segmento ABC1, con una programación dirigida al público en general.
Radio FM La Boca se puede sintonizar en el Gran Buenos Aires y Capital Federal en la banda de FM en el 90.1 del dial y por su página web.
La emisora cuenta con tecnología de avanzada; dos estudios totalmente equipados,
equipamiento de última tecnología en audio y edición digital como así también servidor virtual para enlazar la red de audio para su difusión por Internet. 
Los géneros musicales dentro del rock que emite FM La Boca son principalmente el rock alternativo, indie rock, grunge, punk, heavy metal, rock argentino, pop rock, subgéneros del rock, rock latino y rock en español. 
En general, la radio difunde música que no tiene espacio en la mayoría de las grandes radios FM en Buenos Aires, divulgando las novedades del rock alternativo nacional.